# اطاله بررسی در سنای ایالات متحده آمریکا
فیلیباستر در سنای ایالات متحده آمریکا (انگلیسی: Filibuster in the United States Senate) معمولاً به هر تاکتیک تأخیری یا آبستراکسیونی گفته می‌شود که به منظور جلوگیری از به رأی گذاشته شدن یک اقدام به کار می‌رود. رایج‌ترین نوع فیلیباستر زمانی رخ می‌دهد که سناتوری تلاش کند به رأی گذاشته شدن طرحی را با ادامه دادن بحث بر سر اقدام، به تعویق انداخته یا به کلی جلوی آن را بگیرد. مقررات به یک سناتور، یا مجموعه‌ای از سناتورها اجازه می‌دهد به هر میزان که بخواهند در خصوص هر موضوعی که می‌خواهند صحبت کنند، مگر این که «سه پنجم سناتورها که به طور مناسب انتخاب شده و سوگند یاد کرده باشند» (معمولاً ۶۰ تا از ۱۰۰ سناتورها) با رأی به کفایت مذاکرات طبق مقررات ۲۲ سنا، بحث را خاتمه دهند.
طبق حکم دیوان عالی ایالات متحده آمریکا در ایالات متحده در برابر بالین (۱۹۶۰) تغییر مقررات سنا با یک اکثریت ساده مقدور است. به هر روی، طبق مقررات کنونی سنا، خود تغییر مقررات را می‌توان فیلیباستر کرد و برای ختم مباحثات نیاز به رأی دو سوم سناتورهای حاضر و رأی دهنده است. با وجود این لازمهٔ نوشته شده، این احتمال موجود است که اداره کنندهٔ سنا یک حکم سنا را خلاف قانون اساسی اعمال کند، که این تصمیم را می‌توان با یک اکثریت سادهٔ سنا تأیید کرد.